# Millennium Towers North
Le Navarre Building est un gratte-ciel de 156 mètres construit à New York en 1930.  